# Heudreville-en-Lieuvin
Heudreville-en-Lieuvin – miejscowość i gmina we Francji, w regionie Normandia, w departamencie Eure.
Według danych na rok 1990 gminę zamieszkiwało 108 osób, a gęstość zaludnienia wynosiła 26 osób/km² (wśród 1421 gmin Górnej Normandii Heudreville-en-Lieuvin plasuje się na 788. miejscu pod względem liczby ludności, natomiast pod względem powierzchni na miejscu 757).